# Pratt Motor Car Company

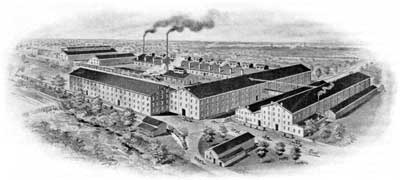
Das Werk um 1885

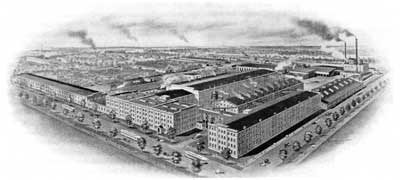
Das Werk 1910

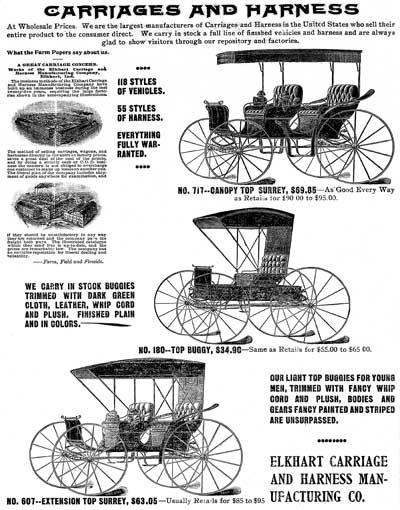
Anzeige für Kutschen von 1897

Pratt Motor Car Company war ein US-amerikanischer Hersteller von Fahrzeugen.

## Unternehmensgeschichte
Frederick Brooks Pratt gründete 1871 zusammen mit seinem ältesten Sohn William B. die F. B. Pratt & Co. in Elkhart in Indiana. Etwa 1874 erfolgte die Umfirmierung in F. B. Pratt & Son. 1873 oder 1874 begann die Produktion von Kutschen.
Ab 1880 oder 1882 firmierte das Unternehmen als F. B. Pratt & Sons und ab 1882 als Elkhart Buggy Company. 1888 wurde daraus Elkhart Carriage & Harness Manufacturing Company. Im Januar 1894 gab Frederick Pratt die Leitung an seine Söhne ab. William B. wurde Präsident und Sekretär, sein Bruder George B. Vizepräsident und Schatzmeister.
Zumindest ab etwa 1900 erfolgte der Verkauf zumeist ohne Zwischenhändler und der Versand auf dem Postweg, wie es auch Sears machte.
1906 entstand ein erstes Automobil zu Testzwecken, das noch viele Fehler aufwies. Erst 1909 begann die Serienproduktion. Der Markenname lautete anfangs Pratt-Elkhart und ab 1911 nur noch Pratt. Ab Modelljahr 1912 hatte das Unternehmen auch ein Netz von Autohäusern, wenngleich es als klein beschrieben wird. Der bisherige Verzicht auf ein Händlernetz hatte sich als Nachteil herausgestellt.
Zumindest für 1909 sind Nutzfahrzeuge überliefert. 1911 wurden auch Motorräder hergestellt.
1915 erfolgte die Umfirmierung in Pratt Motor Car Company.
Ende Oktober 1915 kam es zu einer Reorganisation. Die neue Firmierung lautete Elkhart Carriage & Motor Car Company und der Markenname Elcar.

## Personenkraftwagen
Von 1909 bis 1910 gab es nur das Model 1. Es hatte einen Vierzylindermotor, der mit 30/35 PS angegeben war. 107,95 mm Bohrung und 120,65 mm Hub ergaben 4417 cm³ Hubraum. Der Motor stammte von Waukesha Engines. Das Fahrgestell hatte 297 cm Radstand. Der einzige angebotene Aufbau war ein offener Tourenwagen mit fünf Sitzen.
1911 wurde daraus das Model F. Die Daten änderten sich nicht. Nun ergänzten ein fünfsitziger Tourenwagen mit vorderen Türen, ein zweisitziger Roadster und eine siebensitzige Limousine das Karosserieangebot.
1912 folgte der Forty als Pratt. Die erhöhte Bohrung des weiterhin von Waukesha Engines gelieferten Motors von 114,3 mm ergab 4952 cm³ Hubraum. Die Motorleistung war nun mit 40 PS angegeben. Der Radstand wurde auf 305 cm verlängert. Genannt sind Model H als Tourenwagen mit fünf Sitzen, Model L als Demi-Tonneau mit vier Sitzen, Model M als Tourenwagen mit sieben Sitzen und Model N als Runabout mit zwei Sitzen.
1913 wurde daraus das Model H mit gleichen Daten. Es war als Roadster mit zwei Sitzen sowie als Tourenwagen mit fünf und sieben Sitzen erhältlich. Das neue Model R war darunter platziert. Sein Motor kam von Atlas Engine Works. 101,6 mm Bohrung und 114,3 mm Hub ergaben 3707 cm³ Hubraum und 30 PS Leistung. Der Radstand betrug 290 cm. Überliefert sind Roadster mit zwei Sitzen und Tourenwagen mit fünf Sitzen. Spitzenmodell war das Model C. Sein Motor mit den Maßen 114,3 mm Bohrung und 146,05 mm Hub hatte 5994 cm³ Hubraum und 50 PS Leistung. Der Radstand maß 310 cm. Einzige angebotene Karosseriebauform war ein Tourenwagen, wahlweise mit vier, fünf oder sieben Sitzen.
1914 beschränkte sich das Sortiment auf das bisherigen Topmodell, nun Fifty oder laut einer anderen Quelle Model D genannt. Der Motor war mit 32 PS angegeben, leistete aber 50 PS. Im Angebot standen Tourenwagen mit fünf und sieben Sitzen, Roadster mit zwei Sitzen und Tourabout mit vier Sitzen.
Eine andere Quelle nennt für die Zeit von Oktober 1913 bis 1914 zusätzlich den 60. Der Sechszylindermotor von Buda hatte 104,775 mm Bohrung, 133,35 mm Hub und 6898 cm³ Hubraum.
1915 war das Model 4-40 das kleinere von zwei Modellen. Der Motor von der Continental Motors Company mit 104,775 mm Bohrung, 133,35 mm Hub und 4599 cm³ Hubraum war mit 27 PS angegeben. Der Radstand betrug 310 cm. Genannt werden Tourenwagen mit fünf Sitzen und Roadster mit zwei Sitzen. Daneben gab es das Model 6-50. Es hatte einen Sechszylindermotor. 95,25 mm Bohrung und 133,35 mm Hub ergaben 5701 cm³ Hubraum und 34 PS Leistung. Der Radstand maß 335 cm. Die Kunden hatten die Wahl zwischen fünf- und siebensitzigen Tourenwagen und einem zweisitzigen Roadster.
Eine andere Quelle nennt zwei weitere Modelle für 1915. Der Six-Forty war ein kleineres Sechszylindermodell mit Continental-Motor. 88,9 mm Bohrung und 127 mm Hub ergaben 4730 cm³ Hubraum. Der Eight-Fifty hatte einen Achtzylindermotor von Herschell-Spillman. Bei ihm ergaben 76,2 mm Bohrung und 127 mm Hub 4633 cm³ Hubraum. Der Motor leistete 74 PS.
| Jahr      | Modell          | Zylinder | Bohrung (Zoll) | Hub (Zoll) | Bohrung (mm) | Hub (mm) | Hubraum (cm³) | Leistung (PS) | Radstand (cm) | Aufbau und Preis (US-Dollar) | Quellen     | Ergänzungen aus dritter Quelle                                                                                  |
| --------- | --------------- | -------- | -------------- | ---------- | ------------ | -------- | ------------- | ------------- | ------------- | --- | ----------- | --- |
| 1909–1910 | Model 1         | 4        | 4,250          | 4,75       | 107,950      | 120,65   | 4417          | 30/35         | 297           | Tourenwagen 5-sitzig: 1600 | [ 1 ] [ 5 ] | Auch 30-35 genannt Motor von Waukesha Engines Einstufung 35 PS, Motorleistung 42 PS Von September 1909 bis 1910 |
| 1911      | Model F         | 4        | 4,250          | 4,75       | 107,950      | 120,65   | 4417          | 30/35         | 297           | Fore-Door Tourenwagen 5-sitzig: 1800 Open Tourenwagen 5-sitzig: 1750 Roadster 2-sitzig: 1750 Limousine 7-sitzig: 2000               | [ 1 ] [ 5 ] | Auch 40 genannt Motor von Waukesha Einstufung 35 PS, Motorleistung 42 PS                                        |
| 1912      | Forty           | 4        | 4,50           | 4,75       | 114,30       | 120,65   | 4952          | 40            | 305           | Model H Tourenwagen 5-sitzig: 2100 Model L Demi-Tonneau 4-sitzig: 2000 Model M Tourenwagen 7-sitzig: 2100 Model N Runabout 2-sitzig | [ 1 ] [ 5 ] | Auch 40 genannt Motor von Waukesha, Typ KU 4 Einstufung 40 PS                                                   |
| 1913      | Model C         | 4        | 4,50           | 5,75       | 114,30       | 146,05   | 5994          | 50            | 310           | Tourenwagen 4-sitzig und 5-sitzig: 2150 Tourenwagen 7-sitzig: 2300                                                                  | [ 1 ] [ 5 ] | Auch 50 genannt Motor von Waukesha                                                                              |
| 1913      | Model H         | 4        | 4,50           | 4,75       | 114,30       | 120,65   | 4952          | 40            | 305           | Roadster 2-sitzig: 1850 Tourenwagen 5-sitzig: 1850 Tourenwagen 7-sitzig: 1950                                                       | [ 1 ] [ 5 ] | Auch 40 genannt Motor von Waukesha, Typ KU 4 Einstufung 40 PS                                                   |
| 1913      | Model R         | 4        | 40             | 4,50       | 101,60       | 114,30   | 3707          | 30            | 290           | Roadster 2-sitzig: 1400 Tourenwagen 5-sitzig: 1400                                                                                  | [ 1 ] [ 5 ] | Auch 30 genannt Motor von Atlas Engine Works Einstufung 33 PS Von März 1912 bis 1913                            |
| 1913–1914 | 60              | 6        | 4,125          | 5,25       | 104,775      | 133,35   | 6898          |               |               | |             | Motor von Buda Von Oktober 1913 bis 1914                                                                        |
| 1914      | Fifty (Model D) | 4        | 4,50           | 5,75       | 114,30       | 146,05   | 5994          | 32            | 310           | Tourenwagen 7-sitzig: 2300 Roadster 2-sitzig: 2100 Tourabout 4-sitzig: 2150 Tourenwagen 5-sitzig: 2150                              | [ 1 ] [ 5 ] | Auch 50 genannt Motor von Waukesha Bis 1915                                                                     |
| 1915      | Model 4-40      | 4        | 4,125          | 5,25       | 104,775      | 133,35   | 4599          | 27            | 310           | Tourenwagen 5-sitzig: 1950 Roadster 2-sitzig: 1950                                                                                  | [ 1 ] [ 5 ] | Auch Four-Forty genannt Motor von Continental                                                                   |
| 1915      | Six-Forty       | 6        | 3,50           | 50         | 88,90        | 1270     | 4730          |               |               | |             | Motor von Continental                                                                                           |
| 1915      | Model 6-50      | 6        | 3,750          | 5,25       | 95,250       | 133,35   | 5701          | 34            | 335           | Tourenwagen 7-sitzig: 2250 Tourenwagen 5-sitzig: 2150 Roadster 2-sitzig: 2150                                                       | [ 1 ] [ 5 ] | Auch Six-Fifty genannt Motor von Continental                                                                    |
| 1915      | Eight-Fifty     | 8        | 30             | 50         | 76,20        | 1270     | 4633          | 74            |               | |             | Motor von Herschell-Spillman Motorleistung 74 PS                                                                |

Anmerkungen: Quelle Kimes gibt alle Daten außer Bohrung, Hub und Hubraum an. Quelle Dluhy bestätigt alles bis auf die Aufbauten, nennt stattdessen nur fünfsitzige Tourenwagen sowie deren Preis.

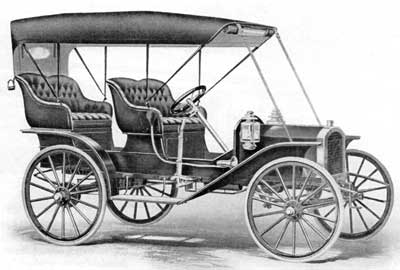
Ein früher Pkw von 1909 oder eher
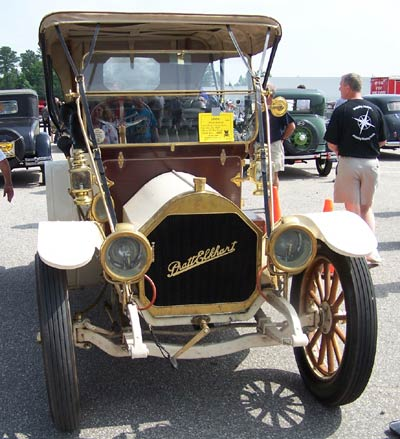
Pratt-Elkhart
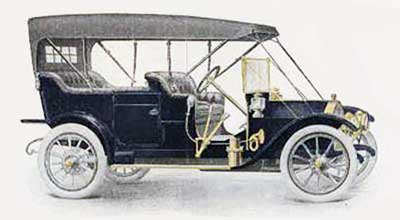
Pratt-Elkhart Model 1 von 1911
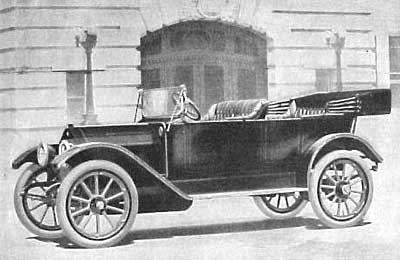
Pratt von 1913
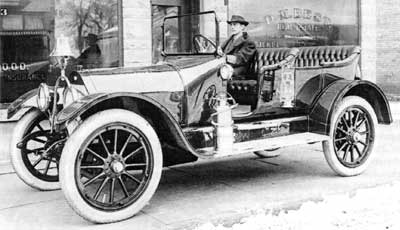
Pratt Model 6-50 von 1915

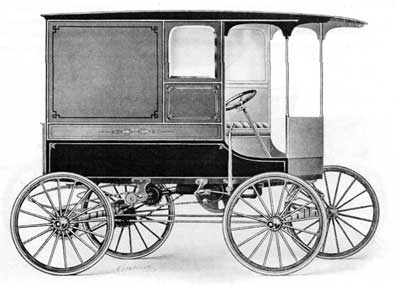
Anzeige für einen Lieferwagen von 1909

## Pkw-Produktionszahlen
| Jahr  | Produktionszahl |
| ----- | --------------- |
| 1909  | 53              |
| 1910  | 133             |
| 1911  | 125             |
| 1912  | 186             |
| 1913  | 193             |
| 1914  | 203             |
| 1915  | 191             |
| Summe | 1084            |

Quelle:

## Motorräder

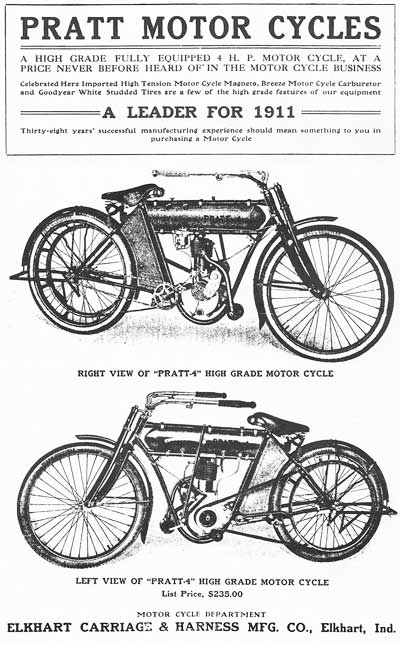
Anzeige für Motorräder von 1911

Das einzige Modell wurde Pratt 4 genannt. Es hatte einen Einzylinder-Viertaktmotor, der mit 4 PS angegeben war.